# Volovskij rajon (Oblast' di Tula)
Il Volovskij rajon (in russo Воловский район?) è un rajon dell'Oblast' di Tula, nella Russia europea; il capoluogo è Volovo. Istituito nella forma attuale il 29 novembre 1929, ricopre una superficie di 1.080 chilometri quadrati.